# Anders Fredrik Skjöldebrand
Anders Fredrik Skjöldebrand, né le 14 juillet 1757 à Alger et mort le 23 août 1834 à Stockholm, est un militaire et homme politique suédois.

## Biographie
Anders Fredrik Skjöldebrand est le fils d'Erik Brander, anobli sous le nom de « Skjöldebrand », et de Johanna Logie, fille du consul suédois à Alger, d'ascendance écossaise. Il entre à l'université d'Uppsala en 1771.
Skjöldebrand devient cornettiste au sein du régiment de dragons de Scanie en 1774, puis lieutenant dans le régiment de cavalerie d'Östergötland en 1779. La guerre de 1788-1790 lui permet d'occuper ses premiers commandements en Suède, notamment à Karlskrona. Il devient l'aide de camp du duc Charles en 1789 et se lie d'amitié avec lui. Il se distingue aux batailles d'Öland (1789) et de Bornhöft (1813), ainsi que durant la campagne de Norvège (1814). En 1810, il est nommé gouverneur intérimaire de Stockholm à la suite du lynchage d'Axel de Fersen afin de ramener le calme dans la ville. Il occupe ce poste jusqu'en 1812. 
Dans le domaine civil, Skjöldebrand est membre de l'Académie royale de musique de Suède (1788), de l'Académie royale des sciences de Suède (1819) et de l'Académie suédoise (1822).

## Distinctions
- Commandeur grand-croix de l'ordre de l'Épée
- Chevalier de l'ordre des Séraphins
- Chevalier de l'ordre de Charles XIII

## Référence
- (sv) Cet article est partiellement ou en totalité issu de l’article de Wikipédia en suédois intitulé « Anders Fredrik Skjöldebrand » (voir la liste des auteurs).